# فريدريك شوبان
فريديريك فرانسوا شوبان (بالفرنسية: Frédéric François Chopin) ‏(22 فبراير 1810 - 17 أكتوبر 1849) هوَ مؤلّف ومُلحّن موسيقي في الفترة الرومانسية بولندي الأصل، ولِد فيما سُمّي لاحقا دوقية وارسو وترعرع في وارسو، التي أصبحت بعد 1815 جُزءاً من مملكة بولندا، حيث أكمل هناك تعليمه الموسيقي وألّف العديد من أعماله الموسيقة قبل مغادرته بولندا في العشرين من عمره، أي قبل أقل من شهر من اندلاع ثورة 1830.
في سن الواحدة والعشرين، استقر شوبان في باريس وحصل على الجنسية الفرنسية في عام 1835، وخلال الثمانية عشر عاماً الأخيرة من حياته قدم فقط ثلاثين عملاً شهيراً، حيث كان يؤمّن دخله من بيع مؤلفاته وتدريس البيانو، ليُصبِح فيما بعد واحداً من أهم أعلام الشهرة ومبدعاً رائدا ضمن جيله. كوّن شوبان صداقة مع فرانز ليست وكان مَحطّ إعجاب العديد من المؤلفين الموسيقين مثل روبرت شومان. بعد خِطبَته الفاشِلة من ماريا وودزينسكا عام 1837 - 1847 دخل في علاقة أخرى مُضّطربة مع الكاتبة الفرنسية المعروفة باسمها المستعار جورج ساند، تُعتَبر الفترة الزمنية القصيرة ما بين عامي 1838 - 1839 من أكثر الفترات الإنتاجية في حياته الموسيقة، حيث كان يمضي وقته في زيارة مايوركا برفقة جورج ساند. فيما بعد كان الدعم المالي يأتيه من قبل صديقته الأسكتلندية جين سترلنغ التي كانت تعمل على ترتيب زيارة له إلى أسكتلندا خلال عام 1848، عانى شوبان من سوء وضعه الصحي وتوفي في باريس عام 1849، حيث أن الاحتمال الأكبر وراء وفاته كان إصابته بمرض السل.
كل مؤلفات شوبان استَخدَم فيها البيانو، والغالبية منها عبارة عن عزف منفرد عليه، وله مقطوعتا كونشيرتو للبيانو، وقليل من مقطوعات موسيقى الحجرة، كما لحّن بعضَ الأغاني البولندية. نمط عزفه على البيانو يُعتَبر فريداً من نوعه ومتميزاً من الناحية التقنية وغالباً ما كانت مقطوعاته مرتبطة بأدائه الخاص ذو الحساسيّة العالية، اخترع شوبان ما يعرف بنمط البالاد الموسيقي وذلك عام 1836 حيث قدّم أولى مقطوعات البالاد الرومنسية فيه. أعماله الأساسية تتضمن: السوناتا، والمازوركا، والفالس، والنوكترن، والبولونيز، والاتود، والامبرومبتو، والاسكرتسو، والپرلود. وهناكَ بعضٌ من مؤلفاته نشرت بعد وفاته، بعضها يحوي مقاطِع من التراث الموسيقي البولندي والموسيقى الكلاسيكية لـِ يوهان سباستيان باخ،  وموتسارت، وفرانز شوبرت الذي كان شوبان يخصّه بقدرٍ عالٍ من الإعجاب. يُلخّص إبداع شوبان الموسيقي بأسلوبه الفريد وشكل قوالبه الموسيقية وتركيبات الهارموني بالإضافة إلى قدرته العالية في ابتكار الموسيقى بروحها القومية، والذي جعل من موسيقاه ذات تأثير قوي في جميع الأنحاء وأعطاها استمرارية لأمد طويل بعد انتهاء الحُقبَة الرومانسيّة.

## حياته

### طفولته

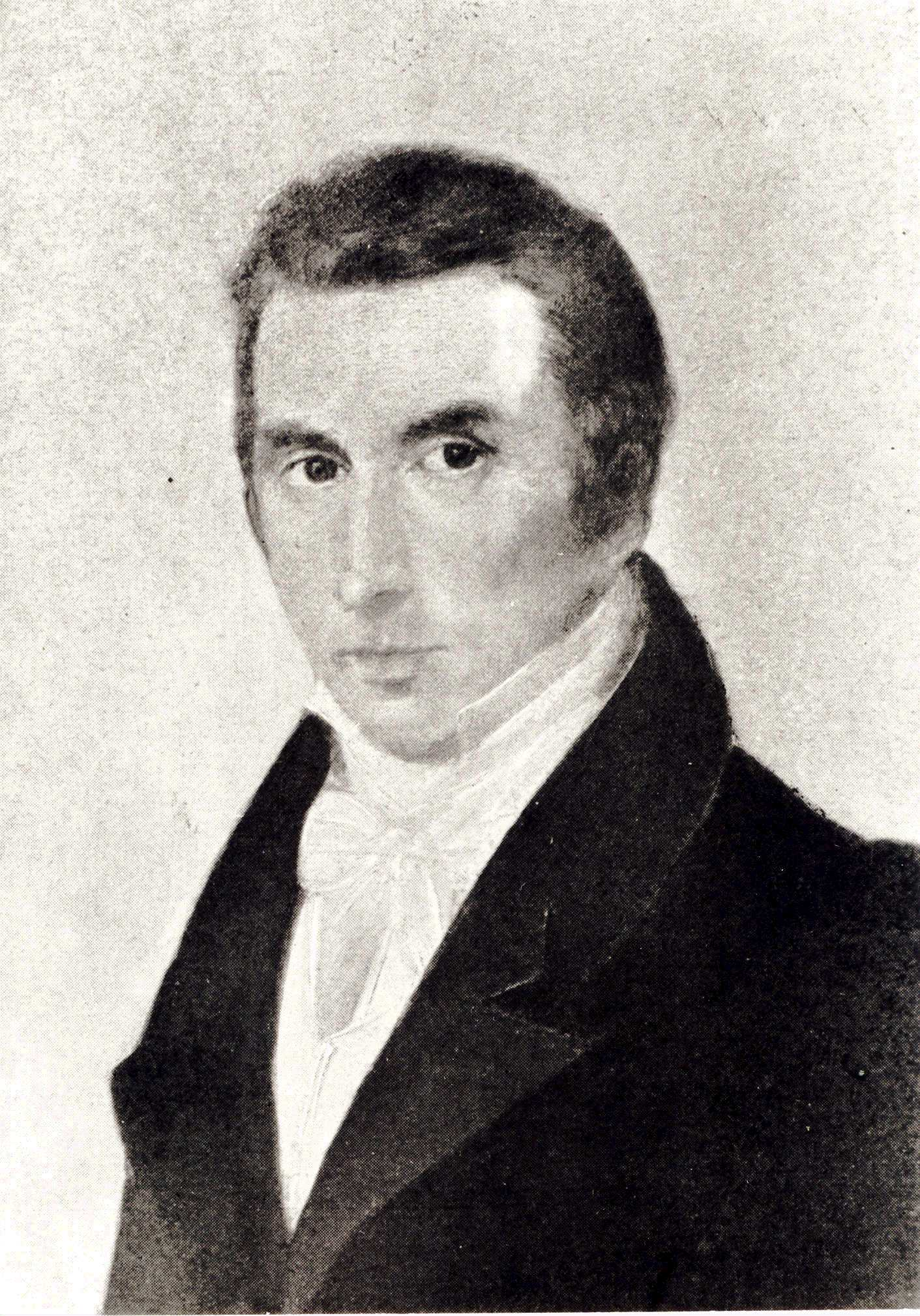
والد فريدريك، نيكولاس شوبان، بريشة ميروزيفشكي (1829).

ولِدَ شوبان في قرية زيلازوفافولا التي تقع على بُعد 46 كيلومتر إلى الغرب من وارسو، وهي إمارة بولنديّة عرِفَت لاحقاً بـدوقية وارسو حيثُ أسّسها نابليون. السّجلات الكنسية لمعمودية شوبان تقول أنه ولد في 22 فبراير من عام 1810، ولكن المؤلف وعائلته يحتفلون بعيد مولده في الأول من مارس وذلك تبعاً لرسالته بتاريخ 16 يناير عام 1833 لرئيس الجمعية الأدبية البولندية في باريس والتي ورد فيها ما حرفيته «ولد في الأول من مارس عام 1810 في قرية زيلازوفولا التابعة لمقاطعة مازوتشي» حالياً يعتبر هذا التاريخ الأكثر شيوعاً وصحّة.
كان والده نيكولاس شوبان رجلا فرنسياً من لورين، هاجَر إلى بولندا عام 1787 بِعُمر السادسة عشرة، وعمل بتدريس الطُلّاب من مجتمعات الطبقة الأروستقراطية البولندية، وفي عام 1806 تزوّج من يوستينا شوزانوفسكا التي تربطها قرابة بعيدة بعائلة سكاربكس، إحدى العائلات التي عَمِل نيكولاس لحسابها. تعمّد فريدريك شوبان في أحد الفصح في 23 أبريل عام 1810، في نفس الكنيسة التي تزوج فيها والداه. وسُمّي على اسم عرّابه ذو الثمانية عشر عاماً فريديريك سكاربك. فريدريك شوبان كان الابن الوحيد لوالِديه حيثُ تَكبُره أخته لودفيكا (1807– 1855)، وتَصغرُه كلاً مِن إيزابيلا (1811–1881) وإيميليا (1812–1827).
في أكتوبر عام 1810، وبعد سِتّة أشهر من ولادة شوبان، انتَقلت عائِلته للعيشِ في وارسو، حيث عمل والده لاحقا بتدريس اللغة الفرنسية في معهد وارسو لسوم، ومن ثُمّ سكن في قصر ساكسون. والد شوبان كان يَعزِف على الناي والكمان، ووالدته كانت عازفة ومدرّسة بيانو. كانت بُنيَة شوبان الجسدية ضعيفة وكان عُرضةً للأمراض طوال فترة المُبكّر.

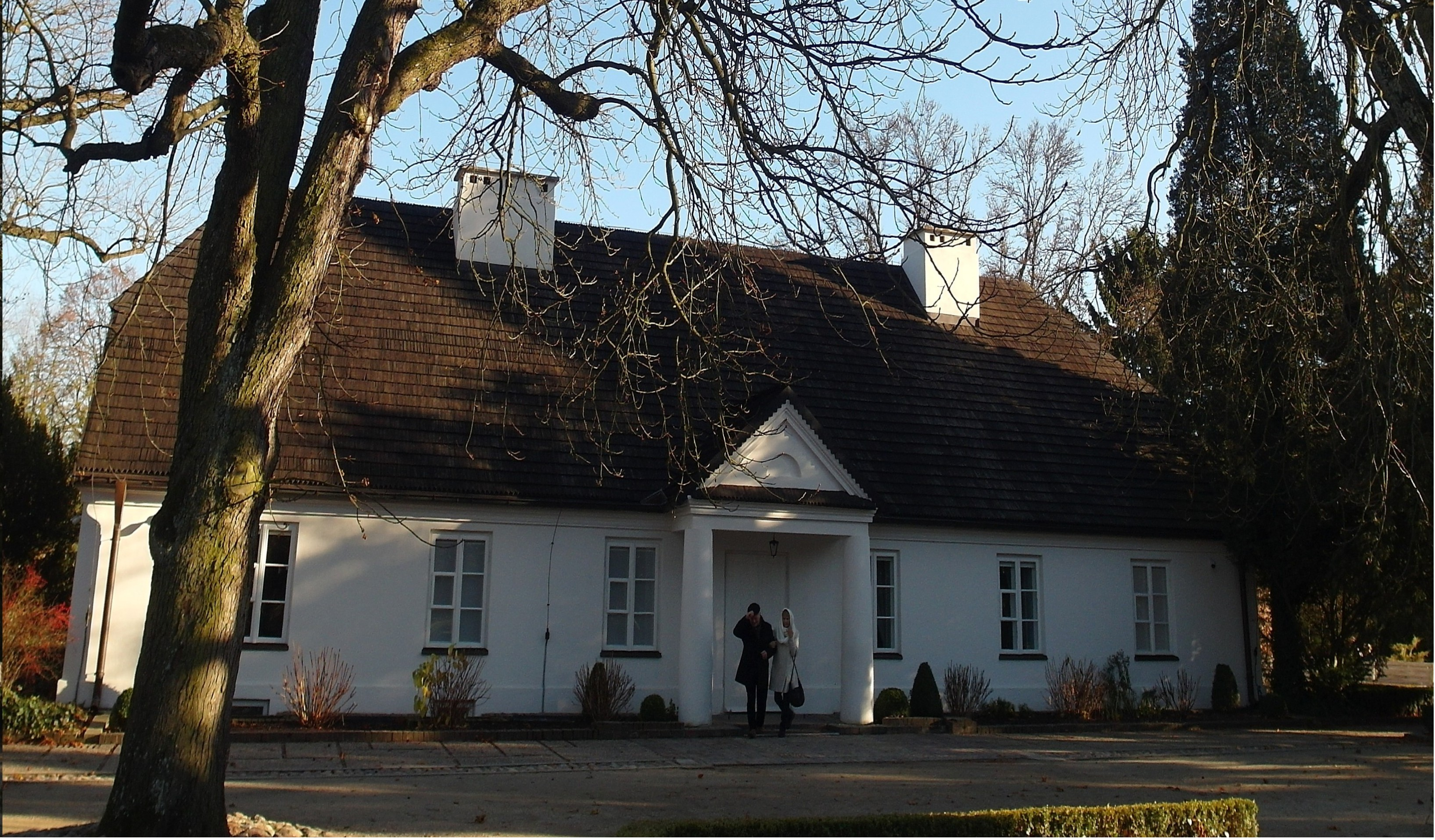
مكان ولادة فريديريك شوبان في زيلازوفافولا، حالياً هوَ مُتحَف شوبان.

ربما يكون شوبان قد تلقّى بعضاً من دروس البيانو من والدته، ولكن التشيكية فويتشخ زفني كانت مدرسته المحترفة الأولى والتي درّست أخته الكبرى لودفيكا أيضاً، حيثُ تذكر بعض المصادِر عن وجود بعض ثتائيات العزف لشوبان ولودفيكا. وسُرعان ما بدى واضِحاً أن شوبان كانَ طِفلاً عبقريّاً حيثُ بدأ في سن السابعة المشاركة كعازف بيانو في الحفلات العامة، وفي عام 1817 ألف شوبان بولونيزين، الأوّل على سلم صول الصغير، والثاني على سلّم سي المنخفض الكبير، ليكونَ عَمله التالي في عام 1821 أيضاً بولونيز على سلم لا منخفض كبير والذي أهداه إلى مدرسته زفني ويُعتَبر هذا العَمل أول أعماله الموثقة والمطبوعة كنوتة موسيقية.
في عام 1817، تمّ الإستيلاء على قصر ساكسون من قِبَل حاكِم وارسو الروسيّ وذلك للاستخدامِ العسكريّ، فاضُطّر فريدريك وعائلته الانتقالَ إلى قصر كازيميرز -اليوم هوَ المبنى الإداري لجامعة وارسو-. خلال هذه الفترة، كان شوبان يُدعى إلى قصر بلفيدير كعازف مرافق لابن حاكِم مملكة بولندا الدوق الأكبر كونستانتين، حيث ألّف له مارشا عسكريا.

### تعليمه
ابتداءً من سبتمبر عام 1823 إلى 1826، ارتادَ شوبان معهد وارسو لسوم حيثُ تلقّى دروساً في الأرغن ذو الأنابيب على يَد الموسيقيّ التشيكي فلهلم ورفيل خلالَ سنواتِ دراسَتِه الأولى. وفي خريفِ العام 1826، بدأ شوبان منهجاً لثلاثةِ أعوام من الأبحاث الموسيقيّة مع المؤلف الموسيقي السيليزي جوزيف إيلسنر، عمل خلالها على دراسة النظرية الموسيقة وأشكال الباص الموسيقة والتأليف، وذلك في معهد وارسو الموسيقي المعروف حالياً باسم جامعة فريديريك شوبان للموسيقى. خِلال هذه الفترة استمرّ في التأليفِ الموسيقي والمشاركة في الحفلات سواءً على المسارِح أو في الصالونات الأدبيّة. كانَ شوبان شديد الإعجابِ بألة الأورغن، وفي مايو عام 1825 كان أداؤه الأوّل على هذه الألة لكونشيرتو من تأليف موشلس، بالإضافة إلى جُزءٍ ارتجالي خاص به. النجاح الباهر لهذا العرض نتج عنه الطلب لإعادة نفس الأداء على نفس الآلة أمام القيصر ألكسندر الأول الذي كان في زيارةٍ إلى وارسو في ذلك الوقت؛ القيصر ونتيجةً لإعجابِه الكبير بأداء شوبان أهداه خاتماً ألماسياً. في العاشِر يونيو عام 1825، أدى شوبان مقطوعة روندو (Op. 1) والتي كانَت أوّل عملٍ له يتم تسويقه تجاريًاً والذي بدأ يُكسِبُه شُهرةً وانتشاراً في الصحافة الأجنبية.
أمضى شوبان إجازته ما بين الأعوم 1824 - 1826 بعيداً عن وارسو في مناطق مختلفة من بولندا، ما بين عامي 1824 - 1825، أمضى إجازته في شافارنيا في ضيافَة والِد زميلَتِه في المدرسة دومينيك جيفانوفسكي، حيثُ تعرّف لأول مرة موسيقى التراث الريفي البولندي.

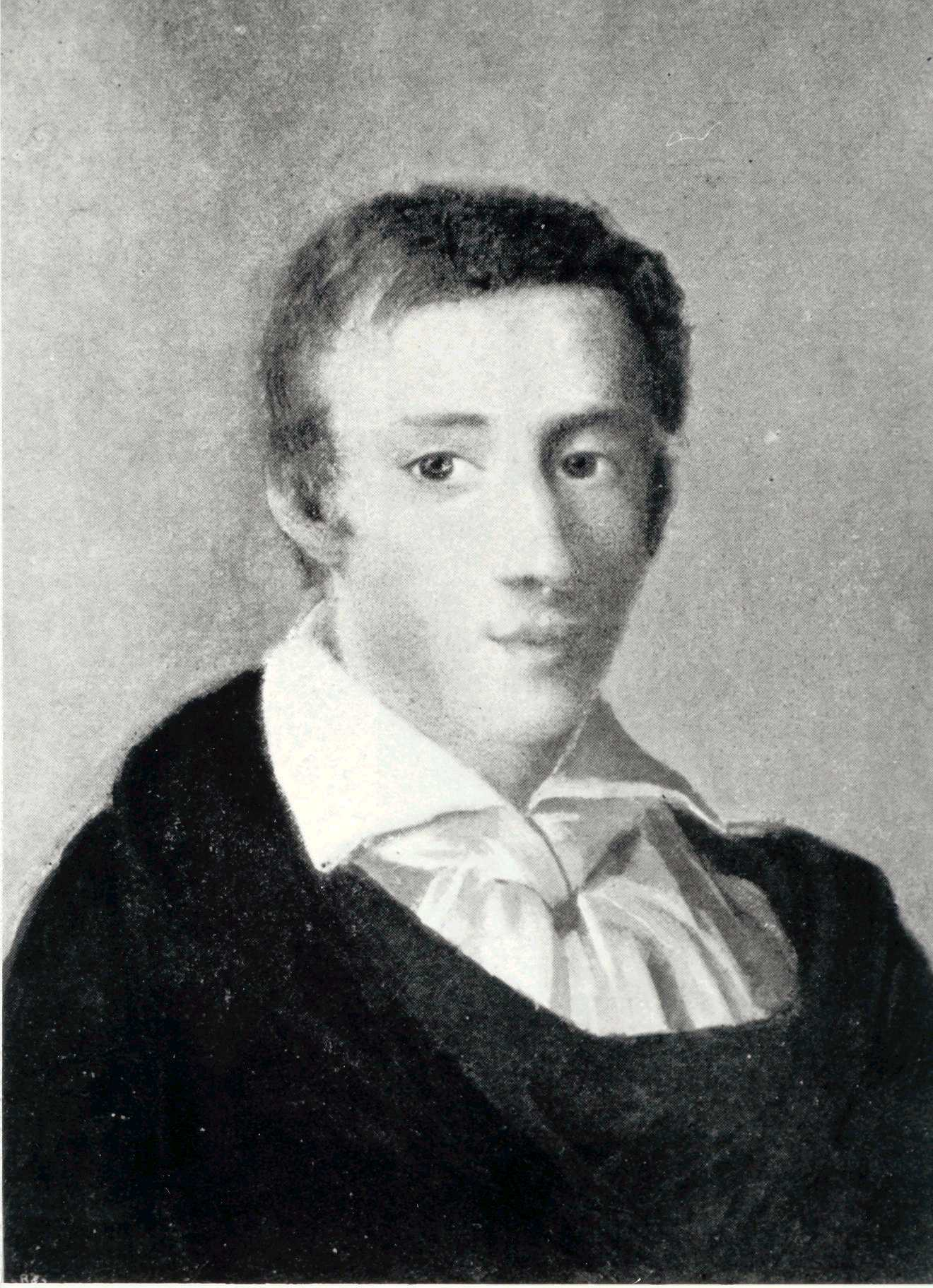
فريدريك شوبان، بريشة ميروزيفشكي (1829). تدمّرت الصورة الأصلية خلال الحرب العالمية الثانية

في عام 1827 مباشرة بعد وفاة أخته الصغيرة إميليا، انتقلت العائلة من بيتهم في مبنى جامعة وارسو إلى السَكن في الأجرة على بُعدِ شارِع واحِد من الجامعة حيث استمرت العائلة أيضا بايواء الطُلاب الذكور، وقد عاش شوبان في هذا المنزل حتّى مُغادَرتِه وارسو عام 1830، دار العائِلة يُعتَبر حالياً مُتحفَاً صغيرًا. للعموم. ويُذكَر أنّه في عام 1829 قام الفنان أمبروزي ميروشفزكي برسم مجموعة من الصور لأفراد عائلة شوبان والتي من ضمنها الصورة الأولى المعروفة لشوبان، إلّا أن اللوحَة الأصليّة تدمّرت إثر الحرب العالميّة الثانية ولم يبقَ سوى الصورة الفوتوغرافية.
أربَعة من الطُلاب المقيمين في منزل العائلة كانوا من أصدقاء شوبان المقربين، هم: تيتوس فيتشوهوفسكي، ويان بيالوبوسكي، ويان ماتوشنسكي، وجوليان فونتانا؛ الأخيران صارا لاحقاً من أصدقائه الأوفياء في باريس، وكانت تربُط علاقات صداقة أيضا مع أعضاء من شبيبة فناني وارسو والعالم الخلاق مِن ضمنهم جوزيف بوهدان زاليسكي، وستيفان فيتفيشكي، وكان مفتوناً بالمغنية كونستانتيا غوادكوفسكا حيثُ أشارَ في رسائله لصديقه فيتشوهوفسكي إلى أعماله ومقطوعاته المتأثرة بِسحرها؛ كما ذكَر في رسالَتِه في 15 مايو 1830 أن مَقطوعَة كونشيرتو البيانو (Op. 11) مُخصّصةٌ لها. التقرير النهائي للمعهد العالي للموسيقى آنذاك وصفه بأنه «موهوب استثنائي وموسيقي عبقري».

### سفره ورحلاته

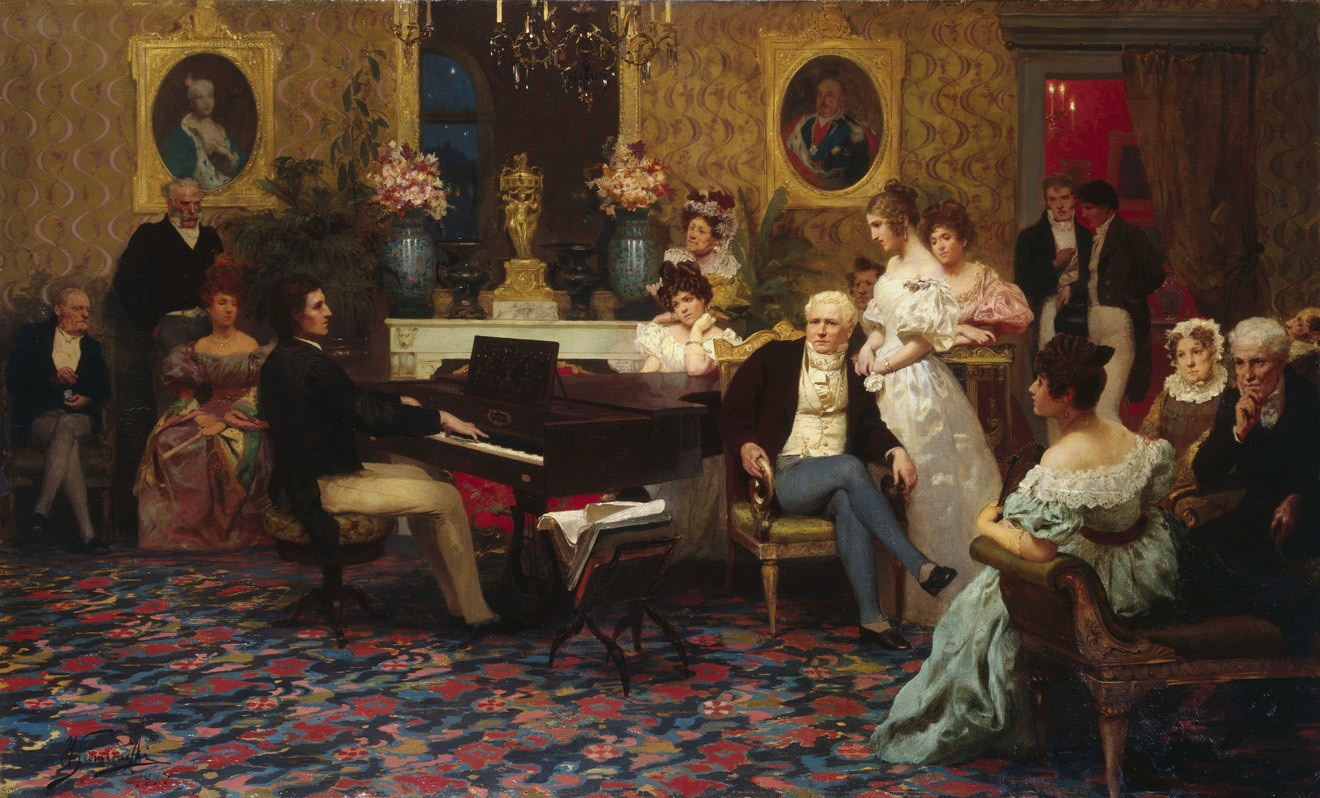
شوبان يعزِف لـ أنتوني رادزيفيل في أحد الصالونات عام 1829. اللوحَة من رسم هنريك شيميردسكي.

في سبتمبر 1828، زارَ شوبان برلين مع صديقِ عائِلتِه عالِم الحيوان فيلكس جياروتشكي حيث أمضَى هُناكَ وقتاً ممتعاً بسماع الأوبرا الخاصة بكاسبار سبونتيني، وحَضَر العديدَ مِن حَفلاتِ فريدريك زيلتر وفيلكس مندلسون بالإضافَة إلى العَديدِ مِن المَشاهير. في رحلته اللاحقة إلى برلين عام 1829، نَزَل ضيفاً عِندَ الأمير أنتوني رادزيفيل حاكِم دوقية بوزنانيا الكبرى، حيث ألّف للأمير وابنته العازِفة واندا مقطوعة البولونيز (Op.3) على التشيلو والبيانو.
بعد العودة إلى وارسو في نفسِ العام، استمع شوبان إلى عزف نيكولاس باغانيني، وألّف عدداً من المقاطِع الموسيقيّة. وقد زارَ فيينا لأوّل مرّة في الحادي عشر من أغسطس عام 1829 أي بعدَ ثلاثة أسابيع من إكماله لدراسته، حيثً أدّى حَفلَتي بيانو هناك وتلقّى العديدَ من الإطراءات الإيجابية. في واحِدَة من هاتين الحَفلتين، قدّم شوبان لأول مرة عمله المسمى لا تشيا ديم لامانو (Op. 2)، وهو عِبارة عن تنويعات من أوبرا دون جيوفاني لموتسارت على البيانو بمرافقة الأوركسترا. ثُمّ عادَ إلى وارسو في سبتمبر في ذاتِ العام وقدّم لأول مرة كونشيرتو بيانو رقم 2 (Op. 21) في 17 مارس 1830.
نجاح شوبان كمؤلف وعازف فتح أمامه الأبوب نحو أوروبا الغربية، في الثاني من تشرين الثاني من عام 1830 توجه إلى النمسا برفقة صَديقِه تيتوس فيتشوهوفسكي، ونوى التوجه إلى إيطاليا. في وقت لاحق من ذات الشهر اندَلعت ثورة 1830 في وارسو فعاد فيتشوهوفسكي إلى بولندا للمُشارَكة وبَقي شوبان وحيداً في فيينا. حزيناً على وطنه، كَتب لصديقٍ له «أنا ألعن لحظة مغادرتي». وعندَما عَلِم في سبتمبر 1831 خلال مُغادَرتِه من فيينا إلى باريس أنّ الثورة قد أُخمِدَت، عبّر عن ألَمِه في صفحات إحدى الصحف الخاصة بِقولِه «يا رب!... أنت هناك وحتى الآن لم تأخذ بالثأر».

### باريس

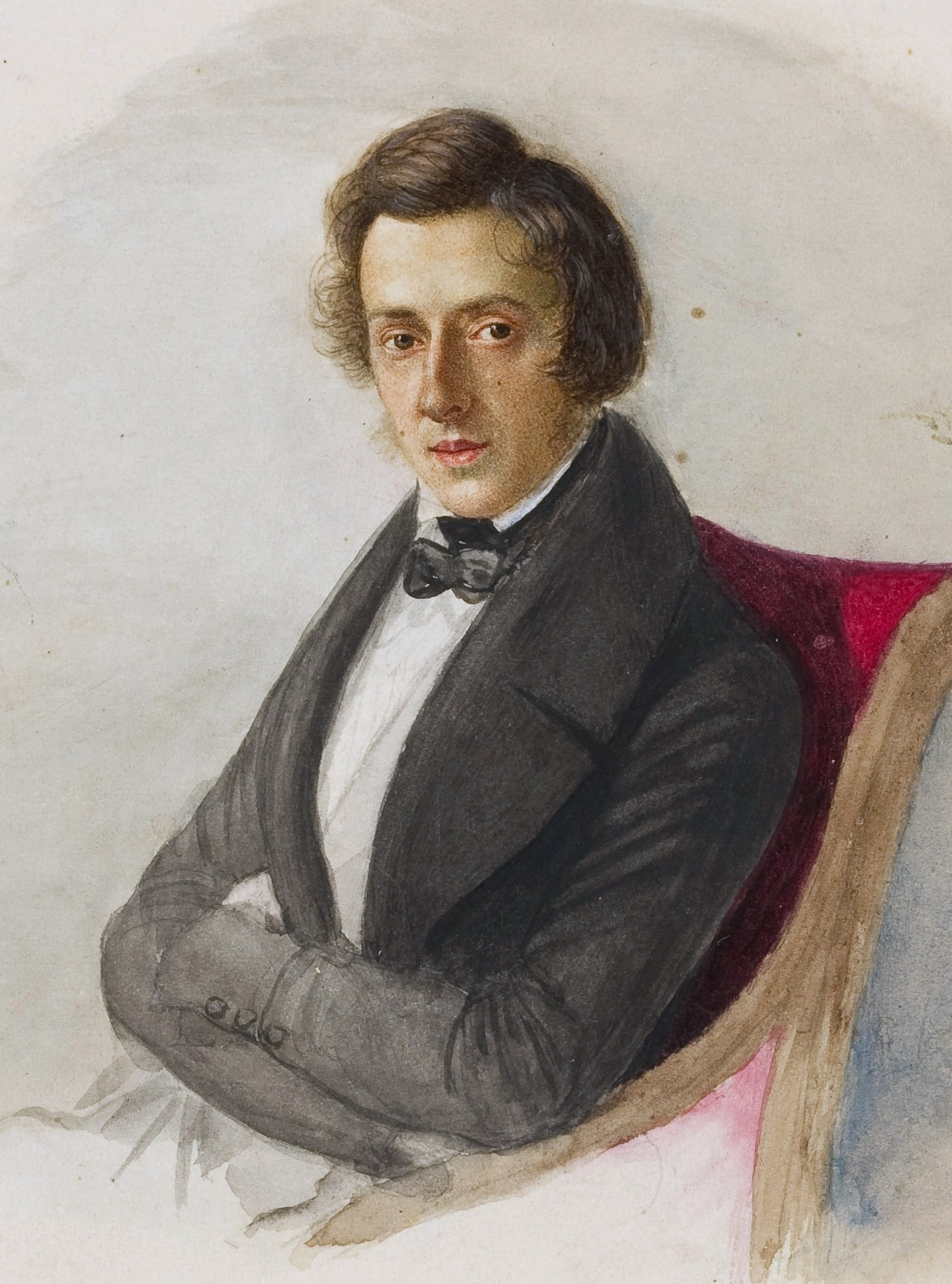
شوبان بِعُمر الـ25، بريشة ماريا وودزينسكا (1835).

وصَل شوبان إلى باريس في أواخِر سبتمبر 1831، ولم يَعُد بعدَها إلى بولندا. حيث أصبَح واحِدَاً من المغتربين الكثر هناك بعد الهجرة البولندية الكبرى. في فرنسا استخدم شوبان النسخة الفرنسية من اسمِه، وبعد حُصولِه على الجنسية الفرنسية عام 1835 صار يُسافِر مُستخدِماً جوازه الفرنسي. بَقي شوبان قريباً من زُملائِه البولنديين في المنفى، فلم يَشعُر بارتياح شديد في تحدّث الفرنسية، حيث يقولُ أدم زامويسكي كاتِب سيرة شوبان أنه لم يَعتَبِر نَفسه فرنسياً أبداً، على الرغم من نسب والده وأنه كان دائمًاً ينظر إلى نفسه كمواطن بولندي.
في باريس، وجد شوبان فنانين وشخصيّات متميزة وفُرَصاً عديدة لمُمارَسة موهبته وتحقيق الشهرة. وخلال سنوات إقامته في باريس، أصبحَ معروفاً كما العديد من المشاهير الآخرين، مثل هيكتور بيرليوز، وفرانز ليست، وفرديناند هيلر، وهاينرش هاينه، وأوجين ديلاكروا، وألفريد دو فينيي. وكان اسمُ شوبان مُلازِماً لاسم الشاعِر آدم ميتسكيفيتش مدير الجمعية الأدبية البولنديّة حيثُ أنّه لحّن بعضَ مؤلّفاتِه.
اثنان من أصدقاؤه البولنديين في باريس لعبو دوراً مُهمّاً في حياته، زميله في الدراسة في معهد وارسو جوليان فونتانا الذي جرّب أن يؤسّس لنفسه شيئاً في إنجلترا ولكن لم ينجح وصار كاتِباً لدى شوبان، وألبرت غزيملا الذي أصبح واحداً من الأثرياء وشخصية اجتماعية مرموقة في باريس، والذي كان مستشاراً لشوبان ومقرباً مِنه إلى درجة أنه أصبح يلعب دور الأخ الأكبر لشوبان.
في نهاية عام 1831 تلقى شوبان ثناءه الأوّل والكبير بعد تقييم روبرت شومان لأولى مقطوعاته الموسيقية المنشورة (Op. 2) مُصرّحاً حينَها: «أيّها السادة! إنه عبقري.» في 26 فبراير عام 1832 قدّم شوبان لأوّل مرة حفلة في باريس، ولاقت حينَها إعجاباً كبيراً وواسعاً، حيث كتب الناقِد الموسيقي فرانسوا جوزيف فيتيس: «لدينا هنا شاب صغير... لم يَعتمِد الأساليب التقليدية، إذا لم نَكُن مُخطئين، فهوَ قد أسّس نحو تجديد كامل لموسيقى البيانو... مع الكثير من الأفكار الجديدة من النوع الذي لا يمكن إيجادَه في أي مكان أخر.» بعد هذه الحفلة، اكتَشف شوبان أن تقنية الضرب بالأصابع التي كان يستخدمها لم تكن مثالية للحفلات في القاعات الكبيرة. لاحِقاً في نَفسِ السنة، تعرّف إلى عائلة عائلة روتشيلد الغنية والعاِملة في المجال المصرفي، وتحت رعايتهم فُتِحت له الأبواب للمشاركة في حفلات الصالونات الخاصّة حيثُ كان يجتمع الأرستقراطيين والفنانين ونخبة الأدباء. وبنهاية عام 1832، فرض شوبان نفسَه بين موسيقيي باريس وكَسِبَ احترام أندادِه أمثال هيلر وليست وبيرليوز. وصارَ يعتَمِد على نفسِه في الإنفاق، ففي شتاء ذلك العام، بدأ بتقديم الدروس الموسيقيّة للتلاميذ من كل أنحاء أوروبا، الأمر الذي حرّره من الالتزام بتقديم الحفلات العامة التي لم يكن أصلاً يُحبّذها.
نادِراً ما كان شوبان يعزِف في الحفلات العامة في باريس. في السنوات اللاحقة قدّم حفلاً سنوياً وحيداً في صالة بلايل، بحضور 300 مُستمِع. كان شوبان يعزِف بشكل متكرر في الصالونات، وكان أكثر ما يُفضّله هو العزف في شقته الباريسية لمجموعات صغيرة من أصدقائه، الموسيقيّ أرثر هدلي استنتج التالي: «كعازف بيانو كان شوبان فريداً من نوعه في بناء سمعته المرموقة على أساس التقليل من ظهوره إلى العموم إلى أقل ما يمكن... في كُل فترة حياته اقتَصر عدد مرات ظهوره إلى العموم على أكثر من ثلاثين مرة بقليل.» لائحة الموسيقيين اللذين شغلوا جُزءاً من حفلاته تُعطي مؤشراً واضحاً عن غِنَى الحياة الفنية في باريس خلال تلك الفترة، فمثلاً في حفلةٍ في 23 مارس 1833، قام الثُلاثي شوبان وليست وهيلر بتقديم كونشيرتو ثلاثيّة لباخ. وقد شارك شوبان في تأليف مقطوعة موسيقية مع ليست باسم Hexameron. موسيقى شوبان عرفت النجاح ووجدت طريقها بسهولة نحو الناشرين، في عام 1833 وقّع عقداً مع موريس شليزنجر الذي قام بنشرها وتوزيعها في ألمانيا وإنجلترا.
في ربيع عام 1834، ارتادَ شوبان مع هيلر مهرجاناً موسيقياً في آخن، وهناك التقى لأوّل مرة بـِ فيلكس مندلسون، بعدَ المهرجان زار الثلاثة مدينة دوسلدورف حيثُ أن مندلسون عُيّن هناك مديراً موسيقيّاً، وقضوا هُناكَ نهاراً بالعزف ومناقشة موسيقى البيانو، كما التقوا بـ فريدريش فيلهلم سكادو مدير أكاديميّة الفنون وبعض التلاميذ البارزين مثل: كارل فريدريش ليسنغ، وإدوارد هيلدبراند، وكارل فرديناند سون. عام 1835 ذهب شوبان إلى كارلسباد، حيث قابَل والديه للمرة الأخيرة في حياته، وفي طريق العودة إلى باريس قابل أصدقاء قُدامَى من عائلة فونزنسكي من وارسو، كان قد تعرف إلى ابنتهم مذكرات طالبا في بولندا قبل خمس سنوات وذلك عندما كانت في سن الحادية عشرة، هذا اللقاء جعلته يمكث أسبوعين في درسدن بعدما كان قد قرر العودة إلى باريس مروراً بـِ لايبزيغ. الصورة التي رسمتها الفتاة ذات الستة عشر عامًا لشوبان تُعتَبر إلى جانب صوره ديلاكروا من أهم مقتنيانته وأحبها إلى قلبه. وفي أكتوبر وصل إلى لايبزيغ، حيث قابل شومان، وفيلكس مندلسون الذي قدم له عرضا لترتيلته الدينية St. Paul، ووصفه على أنه «موسيقي عظيم». في يوليو عام 1836، سافر شوبان إلى مذكرات طالبنباد ودريسدن ليكون مع عائلة فونزنسكي، وفي سبتمبر تقدّم لخطبة ابنتهم ماريا، حيث وافقت والدتها على الخطبة من حيث المبدأ. وفي نهاية العام 1836 أرسلَ إلى ماريا نسخة من ألبوم أخته لوديكا والتي أدت فيه سبعة من أغانيه ومقطوعة نوكتورن (Op. 27) كان قد ألفها سابقاً في عام 1835، لتكون رسالة الشكر التي وصلته من ماريا كانت الأخيرة له.

### فرانز ليسْت

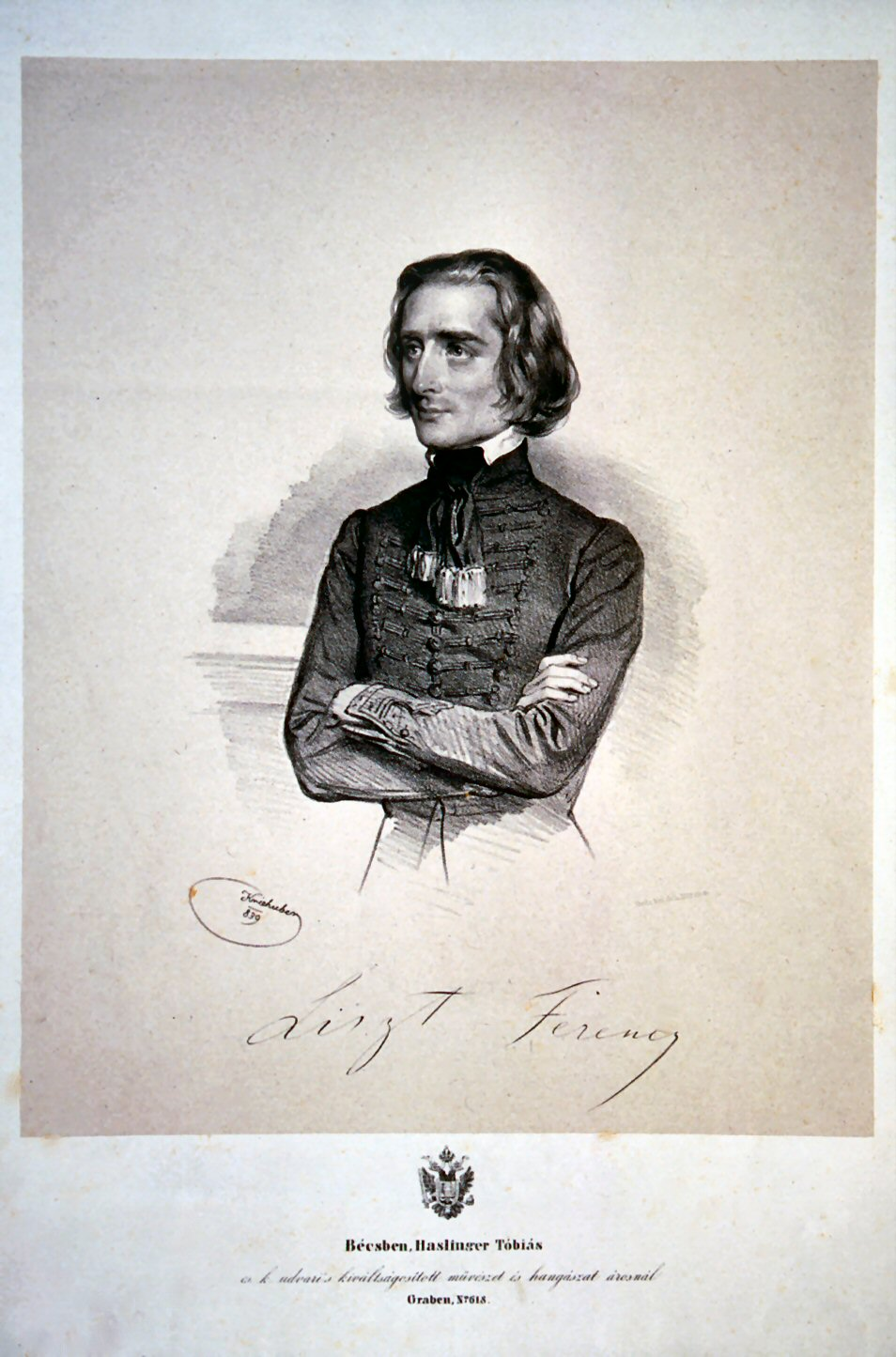
فرانز ليست عام 1813، اللوحة من رسْم جوزيف كريهيبر.

لا يُعرَف بالضبط متى التقى شوبان بـ ليسْت لأوّل مرّة في باريس، بيدَ أنّه في رسالةٍ إلى صديقيِه تيتوس فيتشوهوفسكي ذكَر فيها أنّه قابَل ليست ومجموعةً أخرى من الموسيقيين، كانَ تاريخ الرسالة هو 12 ديسمبر 1831. وقد حضَر ليسْت حفلَة شوبان الباريسية في 26 فبراير 1832. وسُرعانَ ما أصبحا صديقين، وعاشا قربينِ من بعضِهما في باريس عدّة سنين، حيثُ كانَ شوبان يسكُن في شارع 38 Rue de la Chaussée-d'Antin وليسْت كانَ على بُعدِ بضعة مبانٍ في فندق de France في شارع Lafitte. وقد أدّيا معاً سبعَ حفلات بين عامَين 1833 - 1841، كانت أولاها في 2 أبريل 1833 وكانَ عبارة عن حفلٍ خيريّ نظّمة هيكتور بيرليوز من أجل زوجَتِه المُمثلّة الشكسبيريّة هارييت سميثسون حيثُ قاما يعزف سوناتا لسُلّم فا الصغير للبيانو من تأليف جورج أونسلو. كما شاركا أيضاً في حفلٍ خيريّ لجمعية السيدات البولنديات في باريس. وآخر مُناسبةٍ عزفا فيها معاً أقيمَت يومَي 25 و26 أبريل 1841 وكانَ حفلاً خيرياً أيضاً بمناسبة نُصب بيتهوفن في بون.
على الرُغمِ من أنّ الاثنين يُكنّان لبعضِهما الودّ والاحترام، إلّا أن علاقتهما لم تكن مُستقرّة، ويُمكن وصفها أنّها علاقة حُبّ وكراهية في نفس الوقت. ويرى الناقِد الموسيقيّ هارولد ت. شونبرغ أن شوبان لديه شيءٌ من الغيرةِ والحقد نحوَ براعة ليسْت في البيانو. وذهَب آخرون إلى أنّ شوبان أحبّ الظهور أمام الجمهور على المسرح لذلك كان يتقرّب من ليسْت. وقد أهدَى شوبان صديقه ليسْت موسيقى Études (Op. 10) على البيانو. وقد وقعت عدّة خلافات بين الصديقين، فلم يعودا يلتقيان كثيراً، إلّا أنّه في رسالةٍ مؤرّخة عام 1848 كان لا يزال يُخاطِبه بـ «صديقي ليسْت». ويُشير بعضُ المُعلّقين على أن الأحداث العاطفية مع الرجلين كانَت هي السبب في خِلافهما؛ فهناك مزاعمٌ أنّ ليسْت أبدى غيرَة من علاقة حبيبته ماري دي أغولت بـِ شوبان، بينما يرى البعض أنّ العلاقة المتنامية بينَ حبيبته جورج ساند وليسْت هي السبب.

### جورج ساند

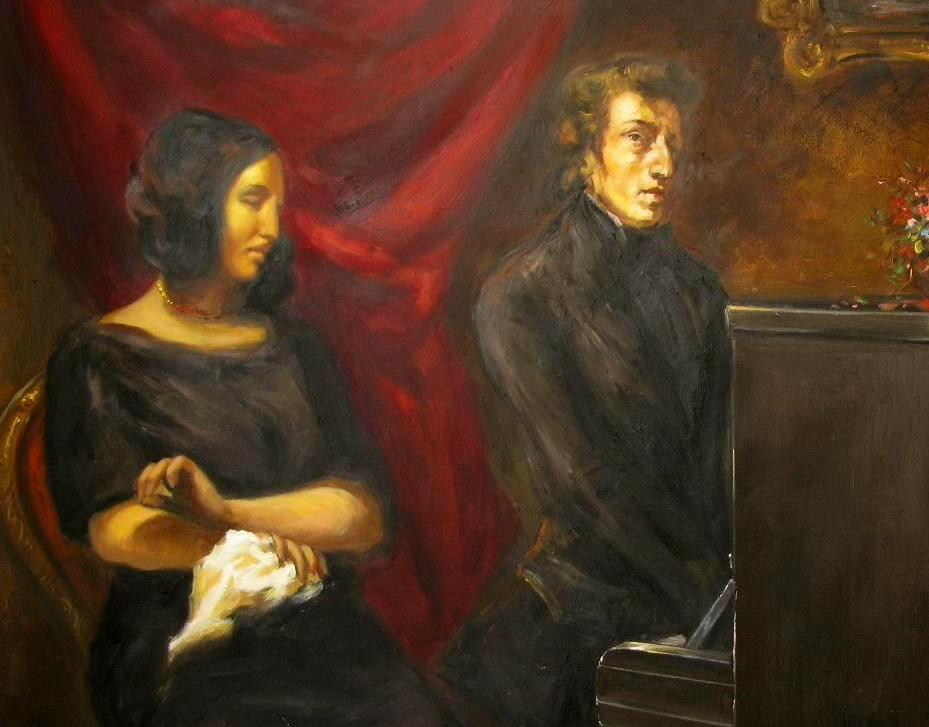
شوبان وساند عام 1838 في لوحةٍ غير مُنتهية بريشة الرسّام ديلاكروا.

عام 1836 وخِلال حفلةٍ أقامتها ماري دي أغولت، التقى شوبان لأوّل مرّة بالكاتِبة الفرنسية أمانتين أورو لوسيل دوبين المعروفَة باسم جورج ساند. وبطولِها القصير وعينيها الواسعتين وقع شوبان في حُبّها، لدرجة أنّه قال: «لم تجذبني امرأة كما جذبتني ساند، هل هي حقاً امرأة؟!» كان شوبان قبلَها قد خَطَب ماريا وودزينسكا، إلّا أنّ والدتها رفضت تلك الزيجة بدايات عام 1837. يعودُ ذلك بسبب سوء حالَتِه الصحيّة أو ربما بسبب الإشاعات التي كانت مُتداوَلة كونُه تربطه علاقات مع نساءٍ أُخريات كَـ دي أغولت وساند. يُذكَر أن شوبان وضع الرسائل التي ترتبط بـ وودزينسكا في حزمةٍ سمّاها مأساتي. ساند لاحِقاً وفي رسالةٍ إلى صديق شوبان ألبرت غزيملا أُرسِلت في يونيو 1838، أخبرته أنّها تُكنّ مشاعِر لشوبان، وأنّها على استعدادٍ لإقامة علاقةٍ جديّة معه إذا ما تخلّى عن ماريا.
في يونيو 1837، زار شوبان لندن خفية، وذهب لشركة تصنيع البيانوهات Pleyel et Cie حيثُ عَزف في منزل صانِع الموسيقى جيمس برودوود. علاقتُه مع ساند صارت تأخُذ منحناً جدّياً خلال رحلة عودته إلى باريس، وبحلول يونيو 1838 أصبحا عاشقين. كانَت ساند أكبَر من شوبان بستّة أعوام، وقد مرّت بقصص حُبّ كثيرة من قبل، حيث كتبت في ذلك الوقت: «عليّ الاعتراف أني كُنت في حيرَة من أمري ومندهشة من التأثير الذي كان هذا المخلوق الصغير يُؤثّره فيَّ...» قضى الاثنان -بالإضافة لابني ساند- شتاء ذلك العام في ميروقة أملاً في تحسينِ صحّة شوبان وابن ساند التي تسوء يوماً بعدَ يوم، وهرباً من تهديدات حبيب ساند السابق فليسيان ماليفل. ولكن بعد أن اكتَشف السُكان المحليون أنّهما ليسا زوجَين أصبح السكان غير مضيافيين، مما صعّب عليهما العثور على مكانٍ للإقامة. وقد دفع هذا المجموعة للإقامة في دير Carthusians في فايديموسا، وكان هذا المكان بمثابة ملجأ لهم من ريح الشتاء العاصفة.
في 3 ديسمبر، اشتكَى شوبان حول حالتِه الصحيّة المتردية وعدم كفاءة الأطباء في ميروقة، وكتب: «ذهبتُ لثلاث أطباء، الأول قال أنني ميّت، والثاني قال أني أحتضر، والثالث قال أني على وشك الموت.» كما كان لديه مشكلة مع البيانو الذي كان مصنع Pleyel et Cie سيرسله له، فقد تأخّر في الوصول وفي النهاية وصل في ديسمبر من ذلك العام، وقد كتب شوبان لهم: «أهديكم هذه المقطوعة التي سميتُها Preludes (Op. 28) وقد ألّفتها وأنهيتها بالبيانو الذي أرسلتموه لي، وقد وصل في أفضل حالة ممكنة على الرغم من هيجان البحر وسوء الأحوال الجويّة.»
على الرُغمِ من أنّ تلك الفترة من حياتِه كانَت مُثمِرة، إلّا أن سوء الأحوال الجويّة زادت صحّتَهُ سوءاً، فعزموا على مغادرة الجزيرة. ولتجنّب رسوم نقل البيانو الجُمركيّة، قامت ساند ببيعه إلى زوجَين فرنسييّن. سافرت المجموعة بدايةً إلى برشلونة ثُم إلى مارسيليا حيثُ بقوا هُناك عدّة أشهر حتّى تعافى من مرضه. لم يَدُم هذا طويلاً، حيثُ توجّهوا إلى بلدَة نوات-فيك الفرنسيّة وقضوا أغلَب الأصياف اللاحقة فيها حتّى عام 1846. وفي الخريف كانوا يعودون إلى باريس حيثُ كانَ منزل شوبان قريباً من منزل ساند، وكثيراً ما كان يزورها ليلاً، ومع ذلك احتفظوا ببعضِ الاستقلاليّة. يُذكر أنّه في عام 1842 عاشا في مبنى مُتجاوِرين في الدائرة التاسعة في باريس. وخلال الأصياف التي قضاها في نوات-فيك وجد هناك راحةً وسكينة، وأنتج في تلك الفترة العديد من الأعمال المهمة، بما في ذلك مقطوعة البولونيز في سلم لا منخفض كبير (Op. 53).

### التلاشي
بدءاً من عام 1842 بدأت تظهر على شوبان أعراضُ مرضٍ خطير؛ يُذكَر أنّه كَتب لصديقِه بعد حفلةٍ فرديّة أدّاها في باريس في 21 فبراير 1842 قائلاً: «أضُررتُ للكذب طيلَ اليوم، بيدَ أنّ فمي ولوزتاي تؤلمانني بشدّة.» وقد اضطر بسبب المرض لرفضِ دعوةٍ من ألكان للمشاركة في أداءِ السيمفونيّة السابعة لبيتهوفن في 1 مارس 1843. لاحقاً في 1844، قام الموسيقي تشارلز هالي بزيارته، ووصفَه بأنه بالكاد قادرٌ على الحركة، على الرغم من أنّ زيارته هذه قد زادت من نشاطِه قليلاً. استمرّت صحّة شوبان بالتدهور خاصّة بعد هذا العام. وقد أشارت الأبحاث الحديثَة بأنّه بغض النظر عن أي أمراضٍ أخرى، فإن شوبان عانى من صرع الفص الصدغي.
كما توترت العلاقة بين شوبان وساند في 1846 بسبب المشاكل التي تتعلّق بابنتها سولانج وخطيبها النحّات أغسطس كلسنجر، حيثُ أنّه كان يقف بصفّ سولانج أثناء مشاجرتها مع أمها. كما أنّه عانى من غيرة مويس ابن ساند. وقد كان شوبان غير مُبالي بمساعي ساند السياسيّة، بينما كانت ساند تزدري أصدقاء زوجها. ومع تدهور صحّته، صارت ساند أقرب لممرضته من عشيقته، وقد وصفته بأنه طِفلُها الثالث. وفي رسائلها لأصدقائها كانت تُشير لشوبان بألقاب مثل الطفل، والملاك الصغير، والمُتألّم، وجثّة الحبيب السابق. في عام 1847، نشرت ساند روايتها تحت عنوان لوكريزيا فلورياني والتي كانت شخصياتها الرئيسية ممثلة غنية وأمير بصحة سيئة، والذي يمكن أن يفسر أنه إسقاط لشخصيتهما، الأمر الذي سبب إحراجاً لشوبان لينهي بهدوء علاقته مع ساند بعد عشر سنوات، الأمر الذي وصفته ساند بأنه استنتاجٌ غريب لعلاقة دامت لتسع سنواتٍ مِلؤها الإخلاص. ولم يلتقيا بعدَ ذلك.
ظلّ منتوج شوبان الموسيقي يقلّ عاماً بعد عام. حيثُ أنّه عام 1841 كتب فقط اثنا عشر عملاً، وفي عام 1842 ألّف ستّة أعمالٍ فقط، وستّة مقطوعات قصيرة ألّفها في 1843، وفي عام 1844 كتَب فقط سوناتا البيانو رقم 3 (Op. 58)، وفي 1845 كَتب ثلاث مقطوعاتٍ لرقصة المازوركاس (Op. 59).

### جولته في إنجلترا وإسكتلندا

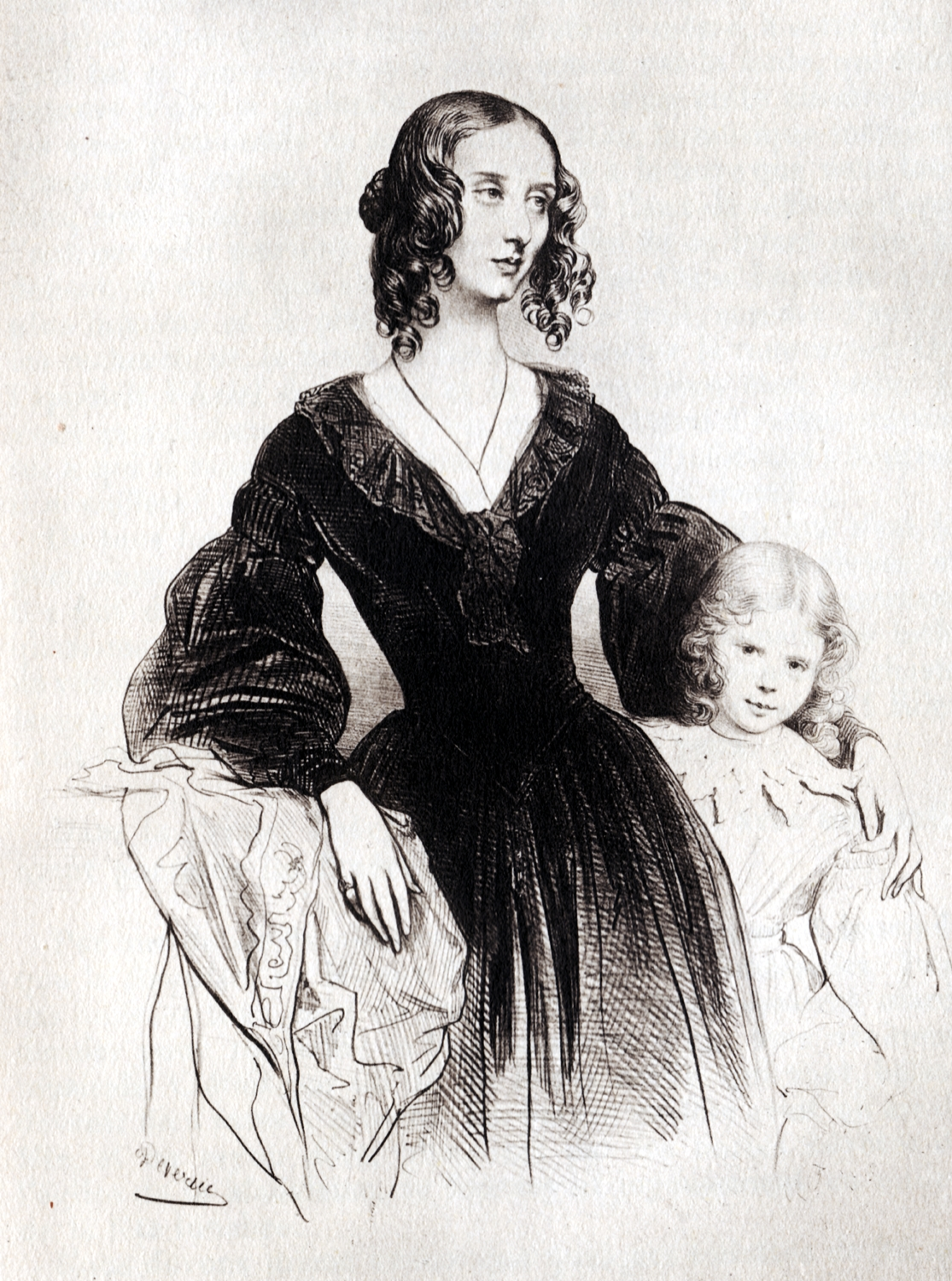
جين ستيرلينغ بريشَة الرسّام آشيل ديفيريا عام 1830.

أخذت شعبية شوبان كنجم تتضاءل، وانخفَض عددُ تلاميذه، أدّى ذلك لسوءٍ في أحوالِه الماليّة بالإضافة للاضطرابات السياسية في البلاد. وقد قدّم آخر حفلاتِه في باريس عام 1848 والتي تضمنت ثلاث حركات من تشيلو السوناتا (Op. 65). ومع اندلاع ثورة عام 1848 في باريس، غادر شوبان إلى لندن حيث عزف في العديد من الحفلات وفي العديد من حفلات الاستقبال في البيوت الكبيرة. هذه الجولة كانت من اقتراح تلميذته الأسكتلندية جين سترلينغ وأختها الكبيرة. وقد رتّبت ستيرلينغ كل الإجراءات الضرورية وأمنت التمويل الضروري.
في لندن استأجر شوبان في شارع دوفير حيث أمنت له شركة برودوود بيانو. في ظهوره الأول في الخامس عشر من مايو في منزل ستافورد، كان من بين المستمعين الملكة فيكتوريا والأمير ألبرت الموهوب موسيقياً والذي اقترب منه ليشاهد تقنية عزفه عن قُرب. أيضاً قامت برودوود بتنظيم حفل آخر له، وكان من بين الحضور الروائي وليم ثاكري والمغنية جيني ليند. سعى شوبان أيضاً إلى تدريس البيانو واستطاع تحصيل مدخول عالي وصل إلى جنيهاً واحداً في الساعة الواحدة -وهو مبلغ عالي حينها-، بالإضافة إلى الحفلات الخاصة والتي وصل أجرها إلى ما يقارب 20 جُنيهاً. في حفلته في السابع من شهر يوليو، شاركته المنصة المغنية فياردوت التي غنت مجموعة من مقطوعات المازوركا للمؤلف باللغة الإسبانية. وفي 28 أغسطس، قدّم حفلاً في قاعة مانشستر بمشاركة المُغَنيَين ماريتا ألبوني ولورينزو سالفي.
في أواخر الصيف، دُعي من قبل جين ليزور أسكتلندا، ويقيم في منزل كالدر بالقرب من إدنبرة وليقيم أيضاً في قلعة جون ستون في رينفروشاير، كلا المنزل والقلعة كانا مملوكين من قبل عائلة سترلنغ في ذلك الوقت. حاولت جين مراراً الذهاب في علاقتها مع شوبان إلى أكثر من صداقة، وكان شوبان ملزماً بالتوضيح لها أن هذا مستحيل، وقد كتب في ذلك الوقت لصديقه التالي: «سيدات أسكتلندا لطيفات ولكن مملات.» وجواباً على الشائعات حول علاقاته أجاب: «أنه أقرب إلى القبر من سرير الزوجية». وقدّم شوبان حفلاً عاماً في غلاسكو في 27 سبتمبر، وحفلاً أخر في أدنبرة في الرابع من أكتوبر. وفي أواخِر أكتوبر 1848 خلال إقامته في أدنبرة مع الفيزيائي البولندي ادام لوشتنسكي، كتب وصيته الأخيرة في رسالة لصديقه غريملا والتي جاء في مقدمتها: «عدد من القواعد يجب أن تطبق على مقتنياتي في المستقبل، وذلك إذا سقطت ميتاً في مكان ما».
الظهور الأخير لشوبان كان في حفلة على مسرح قاعة غيلد في 16 نوفمبر عام 1848، وقام وقتها بلفتته الوطنية الأخيرة بتحويل عائدات هذا الحفل من أجل مساعدة اللاجئين البولنديين. كان مرضه في ذلك الوقت قد دخل مرحلة الخطر الحقيقي، وأصبح وزنه أقل من 45 كيلوغراماً، وكان أطباؤه مدركين أن مرضه في هذه الفترة سيكون محطة النهاية لحياته. وفي نهاية نوفمبر، عاد شوبان إلى باريس وأمضى الشتاء وهو يعاني من المرض بشكل متواصل، نادراً ما كان يعطي دروس البيانو ويُزار من قبل أصدقائه. خلال صيف عام 1849، وجده أصدقاؤه في شقة في شايو، بعيداً عن مركز المدينة، والتي كانت تدفع أجارها سراً الأميرة أوبريسكوف التي كانت معجبة به، وفي حزيران 1849 زارته جيني ليند.

### وفاته وجنازته

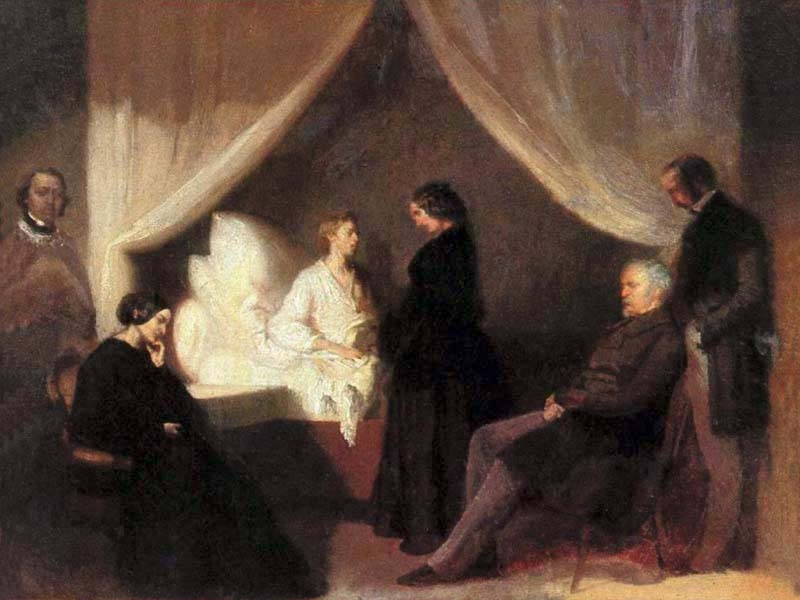
لوحة تُصوّر شوبان على فراش الموت، بريشة الرسّام تيوفل كيواتكويسكي (1849) بتكليفٍ من جين سترلينغ.

مع تزايد وطأة مرضه، طلب شوبان أن يكون أفراد عائلته إلى جانبه، وفي يونيو عام 1849 قدمت أخته لودفيكا إلى باريس مع زوجها وابنتها، وفي سبتمبر من نفس العام وبمساعدة مالية من قبل جين سترلنغ على شكل قرض، أخذ شوبان شقة. وبعد الخامس عشر من أكتوبر أخذت أوضاعه الصحية تأخذ منحى أسوأ ولم يبقى إلا حفنة قليلة من أصدقائه المقربين إلى جانبه.

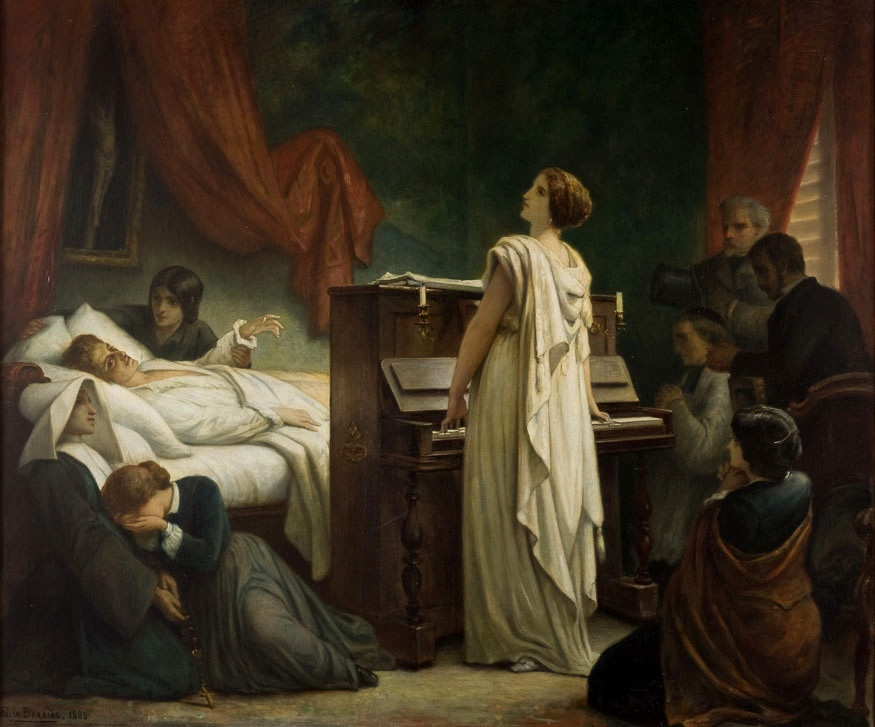
مَوت شوبان بريشة فيليكس بارياس (1885).

بعض من أصدقائه أدى له الموسيقى تحت طلبه ومن بينهم المغنية بوتوكا، وعازف التشيلو فرانشوم. كانت وصية شوبان أن يُفتح جسده بعد موته (لخوفه من أن يدفن حياً) وأن يؤخذ قلبه ويُعاد إلى وارسو. وأوصى بالبيانو غير المكتمل الخاص به لألكان ليكمله. في 17 أكتوبر 1849 وبعد منتصف الليل، أنحنى فوقه معالجه الفيزيائي وسأله إذا كان يتألم فأجابه شوبان بأنه لم يعد يتألم أبداً، ليتوفى بعدها وبدقائق قليلة قبل الساعة الثانية فجراً. من الأشخاص الذين كانوا موجودين حول فراش موته أخته لودفيكا، والأميرة مارسيلينا شارتوريسكا، وسولانح ابنة ساند، ووصديقه المقرّب توماس ألبرشت. ولاحقاً في ذات الصباح قام زوج سولانج كليزلنجر بصناعة قناع الموت الخاص بشوبان ومنحوتة لذراعه الأيسر.
مرض شوبان وسبب موته كان وما زال موضع شك ونقاش، وقد قال طبيبُه المعالِج جان كروفييه أنّ السبب كان مرَض السل حيثُ أنّه كان منتشراً في ذلك الزمان. والتلف الكيسي وتشمع الكبد وعوز ألفا1 أنتيتريبسين جميعها قد تكون أحد الأسباب أيضاً. وعلى العموم، مازال السبب الرئيسي لموتِه غامضاً وليس السل سبباً رئيسياً في ذلك. وعندما طُلِبَ من الحكومة البولندية إذن لإجراء فحص الحمض النووي رفضته.

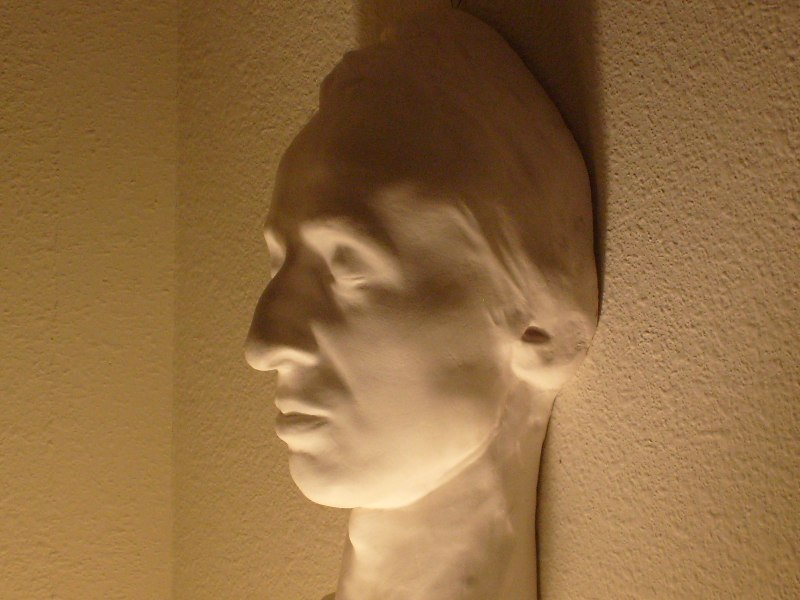
قناع موت شوبان (1849).

أُقيمت الجنازة في كنيسة مادلين في باريس في الثلاثين من أكتوبر حيثُ تأخرت تقريباً أسبوعين. وكانت المشاركة فيها مقتصرة على أصحاب الدعوات حيث كان متوقعاً قدوم أعداد كبيرة من الناس. في الحقيقة وصل العديد من البشر -ما يُقارب 3000- من أماكن بعيدة مثل لندن، وبرلين، وفيينا من دون دعوة ولم يستطيعوا المشاركة.
تم تأدية قداس موزارت في الجنازة، بمشاركة المغنين المنفردين جانو أني كاستيلان بطبقة السوبرانو، وفياردوت بطبقة ميزو سوبرانو، وألكسي دوبون بطبقة التنور، ولويجي لابلاش بطبقة الباص. أيضاً تم أداء البرلود الرابع لشوبان على سلم المي مينور والسادس على سلم السي مينور، بمشاركة عازف الأورغان لوفوبيو ويلي. توجه موكب الجنازة إلى مقبرة بير لاشيز وكان يتقدمها الأمير العجوز آدم جيرزي تشارتورسكي، مباشرة خلف النعش الذي كان من بين أصدقائه الذين حملوه ديلاكروا وفرانشومو كميل بلاييل.
تم تصميم قبر شوبان بطريقة تعكس روحية الموسيقى، حيث تم نحت تمثال لألهة الموسيقى يوتيربي فوق المرقد وهي تبكي فوق قيثارة مكسورة، حيث عمل على التصميم والنحت كليزلنجر. تكاليف الجنازة والنصب التذكاري التي كانت حوالي الخمسة الاف فرنك فرنسي تمت تغطيتها من قبل جين سترلنغ والتي تحملت تكاليف عودة لودفيكا إلى وارسو أيضاً. لودفيكا اصطحبت معها قلب شوبان في جرة حيث تم حفظه بالكحول وعادت به إلى بولندا عام 1850. بالإضافة إلى مجموعة من مئتي رسالة حُب من ساند إلى شوبان، وتمكنت ساند في عام 1851 من استعادتها والتخلص منها. ويُذكر أن قلبَ شوبان ما زال محفوظاً في كنيسة الصليب المقدّس في وارسو.

## موسيقاه

### نظرة عامة

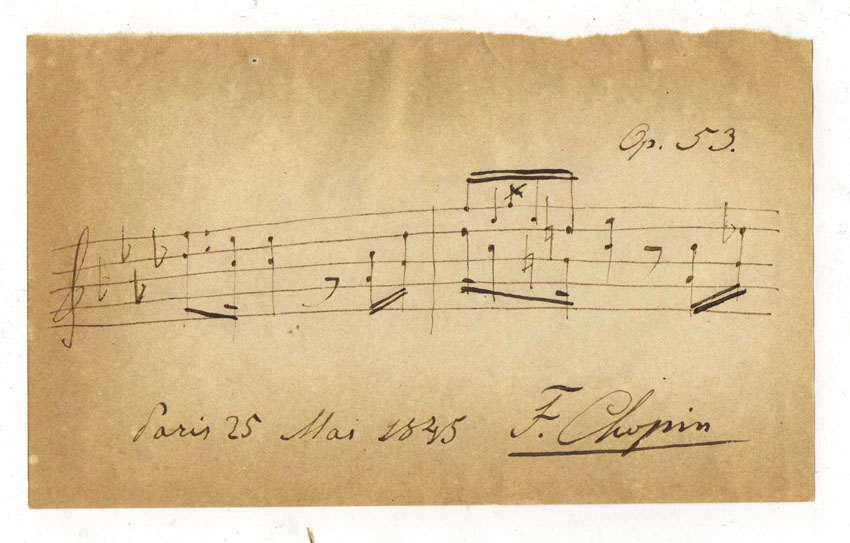
مخطوطة أصليّة لأحد أعمال شوبان.

هناك اليوم ما يُقارب 230 عملاً محفوظلاً لشوبان، علماً أن بعضَ الأعمال المُبكّرة له قد ضاعت. جُزء كبير من تلك الأعمال على البيانو، وجزء صغير منها إما أنه كونشيرتو بيانو أو أغانٍ مُلحّنة أو موسيقى حُجرة.
تأثّر أسلوب شوبان بـ بيتهوفن وكلمنتي وهايدن، وقد استَخدَم أسلوب كلمنتي خاصّةً مع تلاميذه. كما تأثَر بتقنيات هامل وموتسارت في العزف. ويُعتَبر ذاك الأخير بالإضافة لباخ أكثَر مُلحّنين أثّرا عليه. ويُلاحَظ أنّ أعمالَه المُبكّرة تأثّرت بأسلوب فريدريك كالكبنر وايجنز موشليز وآخرين أشباههم. وأثّرت الموسيقى الشعبيّة البولنديّة والأوبرا الإيطالية عليه بشكلٍ بسيط. قامَ شوبان بأخذ الموسيقى الليلية -التي ابتكرها الموسيقيّ الإيرلندي جون فيلد- وتطويرها وجعلها أكثَر عُمقاً، وكَتب موسيقى البالادا على هذا النوع. وقد أنشاً نوعه الخاص من الموسيقى الذي نُشِر عام 1839 (Op. 28).

### العناوين والتصانيف والنُسخ
بعضُ مؤلّفات شوبان المعروفة اكتَسبت اسماً رمزيّاً مع مرور الوقت مثل مقطوعة ذات رقم (Op. 10, No. 12) المعروفة باسم Revolutionary Étude. وبشكلٍ عام، لم يُسمّي شوبان أي مقطوعة له ولم يضع لها رقماً أو نوعاً -عدا مقطوعة واحدة سمّاها Funeral March-، وترك هذا الأمر خياراً للجمهور، وهذا ما حدث مع مرور الوقت. آخر رقمٍ للتصنيف استَخدَمه شوبان كان رقم 65 وهي عبارة عن مقطوعة سوناتا تشيللو في سلم صول صغير من ثلاث حركات، وقد أعرَب وهو على فراش الموت أن تُدمّر جميع أعمالِه الغير منشورة؛ إلّا أنه وبناءً على طلبٍ من والدته وشقيقاته، لم تُحرَق جميع الأعمال، بل اختير منها ثمانية أعمال (Op. 66-73) ونُشِرت عام 1855. وفي عام 1857، جُمِعَت لشوبان 17 أغنية بولنديّة ألّفها في مراحل مُختَلفة من حياتِه ونُشرت تحت رقم تصنيف 74.
نُشِرت أعمال شوبان الأصليّة عن طريق دارَي Maurice Schlesinger وCamille Pleyel. وسُرعان ما زادَت شُهرَة أعمالِه وصارت دور النشر المُهتمّة بها تُعيد طباعتها. مِثل دار نشر Breitkopf & Härtel التي كانت أولى من أعادت نشرها وتوزيعها بينَ عامَي 1878–1902. ومن بين الطبعات العلميّة الحديثَة، تلك التي نُشرت عن طريق بادرفسكي بينَ عامَي 1937 و1966، وأحدَث منها الطبعة الوطنيّة البولندية التي حرّرها جان إيكر، وكلتاهُما احتوتا على تفاصيل وشروحات ومناقشات مُفصّلة لبعض المقطوعات المُختارَة. وقد نُشِرت موسيقى شوبان بدايةً في فرنسا وإنجلترا وألمانياً نظراً لنظام حفظ حقوق التأليف والنشر المعمول به في ذاك الوقت. وأدّى هذا لوجود ثلاث أنواع مختلفة من الطبعات، وكل طبعة تختلف عن الأخرى، حيث كان شوبان يُعدّلها كُلٌ على حذة، وفي بعض الأحيان يُعدّل بعض النوتات الموسيقية في طبعة ويتركها في أخرى.

## التسجيلات
ذكرت المكتبة البريطانية أنّ أعمال شوبان سُجّلت من قِبَل جميع عازفي البيانو العظماء مع بداية عصر التسجيل. وأقدَمُ تسجيلٍ لإحدى مقطوعات شوبان كانت لموسيقى نوكترن على سلّم مي كبير تصنيف 62 رقم 2، وقد عَزفها الفنّان بافل بابست. وقد أتاح موقع المكتَبة البريطانية عدداً من التسجيلات الأصليّة النادرة لعازفين مِثلَ ألفريد كورتوت، وإيغناز فريدمان، وفلاديمير هورويتز، وبينو مويسيويتش، وإغناتسه يان بادروفسكي، وآرثر روبنشتاين، وآخرين أيضاً. وما زالت موسيقى شوبان تعزف حتى اليوم في الحفلات والفعاليّات. كما أن هُناك جائزة تُمنح لأفضل عازف لموسيقى شوبان كُلّ خمس سنوات تثمنَح من قِبل جمعيّة وارسو شوبان.

## شوبان في الأدب والمسرح، السينما والتلفاز

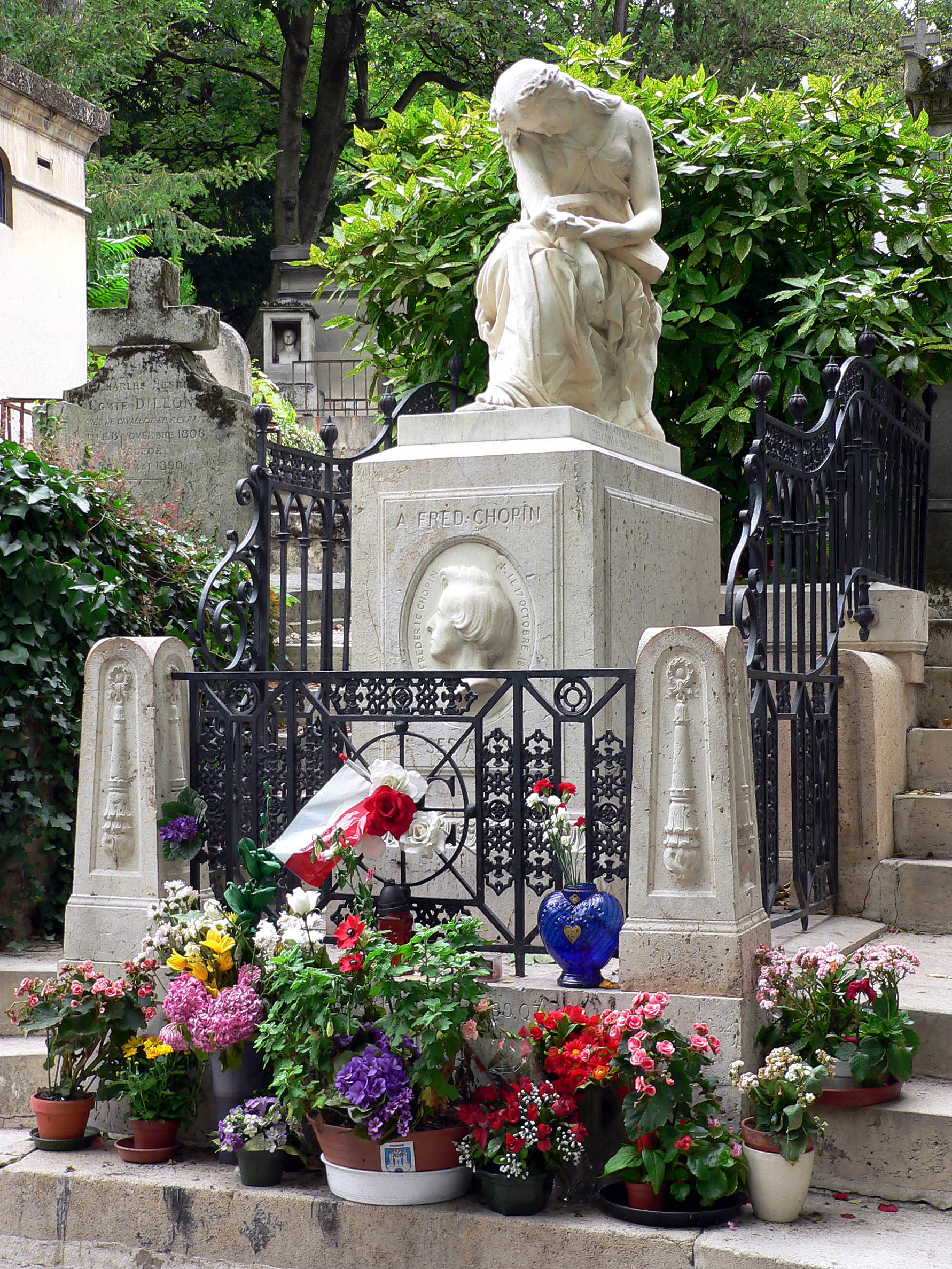
قبر شوبان في مقبرة بير لاشيز في باريس.

اكتَسب شوبان شُهرةً واسعة حول العالم، وبرَز في الأدب البولندي خاصّةً، سواءً كان في الدراسات النقديّة لحياته وموسيقاه، أو في الأدب الخيالي. أولَى تلك الأعمال التي تتناول شوبان في موضوعِها كانت أغنية السونيته التي ألّفها ليون أولريش. وقد كَتب عدّة مؤلّفين عن شوبان من ضمنِهم مارسيل بروست، وأندريه جيد، وجوتفريد بن، وبوريس باسترناك. كما أن هناك العديد من المُؤرّخين أرّخوا سيرة حياتِه. وقد برزَ الأدب الخيالي الذي تناول بعض الأحداث المهمة في حياة شوبان مع إضفاء عُنصُر الخياليّة عليه، ومن أبرزها أوبرا شوبان من تأليف جياكومو أوريفيس وأُنتِجت في ميلانو عام 1901 وكُل موسيقاها هي من أعماله.
حياة شوبان مع جورج ساند ألهمت العديد من مُنتجي الأفلام، وكان فيلم السيرة الذاتيّة أغنية لا تنسى الذي أُنتِجَ في 1945 أحد الأعمال البارزة في هذا المجال، وقد رُشّح كورنيل وايلد لنيل جائزة الأوسكار لأفضل ممثل عن أدائه دورَ البطولة. والأفلام الأبرز الأخرى التي تناولت هذا الموضوع هي: الفيلم الفرنسي رقصة الوداع (1928) من إخراج هنري روسيل وبطولة بيير بلانشار؛ وفيلم المرتَجِل (1991) من إخراج جيمس لابين وبطولة هيو غرانت. وغيرها. كما تناوَل وثائقي من إنتاج هيئة الإذاعة البريطانية حياة شوبان كامِلة.

## هوامِش